# Panhel·lènies
|  | No s'ha de confondre amb els jocs panhel·lènics, nom que rebien els quatre jocs més importants de l'antiga Grècia. |

Les Panhel·lènies (en grec antic: Πανελλήνια) eren un festival agonístic de l'antiga Grècia celebrat a Atenes que va ser instituït per l'emperador Hadrià en connexió amb la creació del Panhel·lènion, una lliga filhel·lènica de ciutats gregues promoguda pel mateix emperador amb la finalitat de recobrar l'esplendor i la unitat cultural de les polis gregues que, al segle v aC, s'uniren per derrotar la invasió persa. En tant que reunió de diverses nacions gregues, les Panhel·lènies constituïen una panegiris.
El festival estava dedicat a Zeus Panhel·leni, i se celebrava el mes de Metagitnió cada cinc anys. Sembla que les Panhel·lènies s'organitzaren seguint el model de les Eleutèries, que també tenien una periodicitat de cinc anys, però no és cert que les Panhel·lènies substituïssin les Eleutèries, que es continuaren de celebrar després de la creació de les Panhel·lènies. Pel que fa a les competicions, solament es coneix un certamen d'heralds.